# Michel Ferrari
Michel Dominique Ferrari (Tanjung Pandan, 15 juli 1954) is een Zwitsers neuroloog verbonden aan het Leids Universitair Medisch Centrum (Universiteit Leiden). Hij staat bekend als een vooraanstaand onderzoeker naar migraine en ontving in 2009 de Spinozapremie.

## Leven en werk
Ferrari studeerde geneeskunde aan de Leidse universiteit. In 1992 promoveerde hij cum laude op het proefschrift Serotonin and migraine. In 2002 werd hij aangesteld als hoogleraar, een functie die hij combineert met een medische praktijk in het LUMC.
Ferrari’s onderzoeksgroep ontdekte diverse genen die samenhangen met migraine.
In 2009 ontving Ferrari de Spinozapremie, een van de hoogste Nederlandse wetenschappelijke onderscheidingen. Samen met de twee andere laureaten van dat jaar, Marten Scheffer en Albert van den Berg, schreef hij daarna een wetenschappelijk artikel over neuronen en migraine, gepubliceerd in PLoSone. Zoals de titel al suggereert, probeerden de drie onderzoekers aan te tonen dat een migraineaanval wordt gestart door een kritiek kantelpunt met neuronen.

Ferrari was enkele jaren president van de International Headache Society.

## Publicaties (selectie)
- M.D. Ferrari en Joost Haan: Alles over hoofdpijn en aangezichtspijn. 4e herz. druk. Utrecht, Bruna, 2004. ISBN 90-229-8794-9 Uitgebr. en geact. editie 2018, Prometheus Amsterdam: ISBN 978-90-446-3577-5
- M.D. Ferrari: Waarom nu?  Inaugurele rede Universiteit Leiden, 2003. Geen ISBN. Digitale versie
- Migraine. Pharmacology and genetics. Ed. by Merton Sandler, Michel Ferrari and Sara Harnett. London, Chapman & Hall, 1996. ISBN 1-86036-006-8
- Michel Dominique Ferrari: Serotonin and migraine. Biochemical, pharmacological and therapeutical aspects. Proefschrift Leiden, 1992. ISBN 90-90-05414-6